# Ida Odén
Ida Sofia Odén, född 14 april 1987 i Borås, är en svensk tidigare handbollsspelare (högerhänt niometersspelare, på senare tid enbart högernia), som spelade hela sin seniorkarriär i Partilleklubben IK Sävehof. Hon debuterade 2012 för Sveriges landslag och spelade två mästerskap, EM 2014 (brons) och EM 2016 (8:a).

## Handbollskarriär
Ida Odén kommer ursprungligen från Borås och är handbollsfostrad i Borås HK 84. Hon var 17 år när hon började spela för IK Sävehof.
Under sina år i Sävehof spelade Odén 13 SM-finaler och var med om att ta elva guldmedaljer. Den tionde titeln, 2016, innebar att hon passerade det rekord som Ann-Britt Furugård och Eva Älgekrans satte under sin tid i Stockholmspolisens IF på 1970- och 1980-talet. Även lagkamraten i Sävehof Jenny Wikensten, som slutade efter säsongen 2014/2015, hade nio titlar.
Ida Odén fick säsongen 2014/2015 utmärkelsen Årets handbollsspelare i Sverige. Hon gjorde sitt första internationella mästerskap vid 27 års ålder då hon var med i Sveriges lag vid EM 2014 i Kroatien och Ungern. Odén storspelade och var en av lagets viktigaste spelare. Mästerskapet slutade med brons till Sverige efter att de besegrat Montenegro med 25–23 i tredjeprismatchen.
Odén slutade först med handboll efter SM-guldet 2015, men gjorde comeback under SM-slutspelet våren 2016. Hon avslutade karriären igen, och slutligen, två säsonger senare med att vinna SM-finalen 2018 mot regerande mästarna H65 Höör. Matchen slutade med stor dramatik, då Odén lade det sista och avgörande målet med fyra sekunder kvar av matchen. Målet innebar att finalen slutade 22–21 till Sävehof och att Odén tog sitt elfte SM-guld totalt.

## Privatliv
Odén driver som redovisningskonsult ett eget företag i ekonomi- och bokföringsbranschen. Hon är gift med före detta Sävehofspelaren Robert Odén (tidigare Johansson).

## Meriter
- Svensk mästare elva gånger (2006, 2007, 2009, 2010, 2011, 2012, 2013, 2014, 2015, 2016 och 2018) med IK Sävehof
- EM-brons 2014 i Kroatien och Ungern